# 후세 아키라
후세 아키라(일본어: 布施 明, 1947년 12월 18일 ~ )는 일본의 가수 겸 배우이다.

## 경력
일본 도쿄도 미타카시에서 태어났다. 도시마 실업 고교(현재의 토시마 학원 고교)를 졸업하였으며, 가수 더 피넛츠(ザ・ピーナッツ)에 이끌려 가수의 꿈을 가지게 되었고, 고등학교 재학 중 니혼테레비 오디션프로그램 호이호이뮤직스쿨(ホイホイミュージックスクール) 출연하여 합격, 이후 와타나베 프로덕션에 스카우트되어 가수로 데뷔하였다. 1965년에 데뷔한 후 여러 곡의 히트곡을 내었으며, 특히 1975년에 발매한 《シクラメンのかほり》(시클라멘의 향기)가 히트하면서 여러 상을 수상하였다.
1980년 여배우 올리비아 허시와 결혼하여 미국으로 건너가 뮤지컬 무대 등에서도 활동하였다. 하지만 1989년에 이혼하고 홀로 일본으로 돌아왔다. 이후 싱글 앨범을 꾸준히 발매하였으며, 《워터 보이즈》 드라마 판에도 출연하는 등 활발한 활동을 펼쳤다.
NHK 홍백가합전에는 2009년까지 총 25회 출연하였다. 그는 점차 엔카와 젊은 인기가수 위주로 구성되는 홍백을 비판하며, 2009년을 마지막으로 당분간 홍백가합전에의 출연을 하지 않겠다고 밝혔다. 대신 그 자리를 팝, 재즈 장르의 후배가수들에게 양보하고 싶다는 의향을 밝혔다. 2007년에는 가수 인순이의 《하늘이여 제발》을 직접 일본어로 번안하여 부르기도 하였다. 또 2006년과 2008년에는 서울의 호텔에서 디너쇼를 개최한 적이 있다.
첫째 형은 요코하마 시립대학의 학장이었던 후세 쓰토무이다. 2013년 가수 모리카와 유카리와 재혼하였다.

## 주요 작품

### 노래
- おもいで(추억, 1966년)
- 霧の摩周湖(안개의 마슈호, 1966년)
- 恋(사랑, 1967년)
- これが青春だ(이것이 청춘이다, 1967년, NTV 드라마 《이것이 청춘이다》주제가)
- 愛の園(사랑의 정원, 1968년)
- 愛の香り(사랑의 향기, 1968년)
- 冬の停車場(겨울 정거장, 1969년)
- バラ色の月(장밋빛 달, 1969년)
- 愛は不死鳥(사랑은 불사조, 1970년)
- そっとおやすみ(편히 잠드렴, 1970년)
- 何故(왜, 1971년)
- マイウェイ(마이 웨이, 1972년, 프랭크 시나트라의 〈my way〉의 원곡인 〈Comme d'habitude〉의 번안곡.)
- 甘い十字架(달콤한 십자가, 1973년)
- 積木の部屋(나무를 쌓은 방, 1974년)
- シクラメンのかほり(시클라멘의 향기, 1975년)
- 旅愁 -斑鳩にて-(여수 -이카루가에서-, 1977년)
- 君は薔薇より美しい(너는 장미보다 아름다워, 1979년)
- 恋のサバイバル(사랑의 서바이벌, 1979년, 〈I Will Survive〉의 번안곡.)
- カルチェラタンの雪(카르체 라탄의 눈, 1979년)
- ア・カペラ(아 카펠라, 2001년)
- DO MY BEST（2002년, 자작곡.）
- 自由(자유, 2004년)
- 少年よ(소년이여, 2005년, 테레비 아사히 《가면라이더 히비키》 주제가.）
- 宙（そら）よ(하늘이여, 2007년, 드라마 주몽 일본판 엔딩테마, 인순이의 '하늘이여 제발'의 번안곡.）

외 다수.

### TV
- 《NHK 홍백가합전》(1967년~1980년, 1987년, 1990년, 2000년~2001년, 2003년~2009년)
- 《데쓰코의 방》 (테레비 아사히) 게스트.
- 드라마 시리즈 《화요 서스펜스 극장》
- 드라마 시리즈 《토요 와이드 극장》
- 《워터보이즈》(2003년)

### 영화
- 《웰컴 미스터 맥도날드》

## 수상 경력
- 1967년 《제9회 일본 레코드 대상》 작곡상
- 1970년 《영 가요페스티벌》 최우수상
- 1972년 《제1회 도쿄음악제》 제2위
- 1973년 《제2회 도쿄음악제》 동상
- 1974년 《제16회 일본 레코드 대상》 가창상
- 1974년 《제7회 일본유선대상》 특별상
- 1974년 《FNS가요제》 최우수가창상
- 1974년 《제3회 도쿄음악제》 은상
- 1975년 《제17회 일본 레코드 대상》 대상
- 1975년 《제6회 일본가요대상》 대상
- 1975년 《제4회 도쿄음악제》 금상
- 1975년 《제8회 일본유선대상》 스타상
- 1975년 《FNS가요제》 연간그랑프리, 최우수가창상, 최우수히트상
- 1975년 《제13회 골든애로우상》 음악상
- 1978년 《제7회 도쿄음악제》 최우수가창상
- 2008년 《제50회 일본레코드대상》 기획상

## 인용 자료
1. ↑  신동빈 롯데 부회장 부부 '아키라' 디너쇼 참석 - 단 기사에서 언급되는 재일동포 가수라는 내용에 대해, 후세 아키라 본인이 스스로를 재일이라고 밝힌 적은 없다.